# Marienhütte (Eiserfeld)

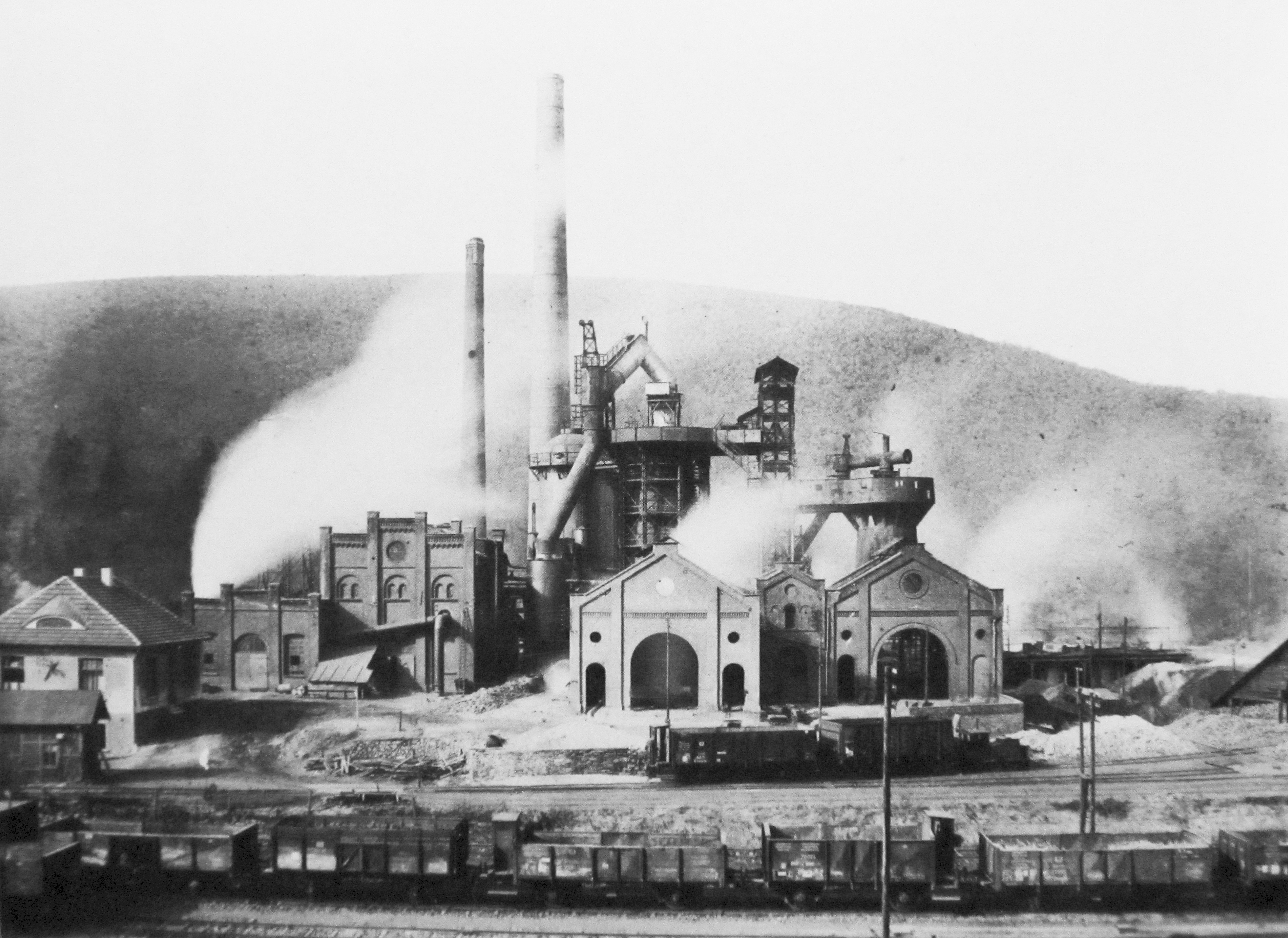
Die Marienhütte um 1900, fotografiert von Peter Weller

Die Marienhütte war eine von zwei Eisenhütten im Ortsgebiet von Eiserfeld im Kreis Siegen im heutigen Nordrhein-Westfalen. Die Eisenhütte nahm 1878 den Betrieb auf und wurde 1925 stillgelegt.

## Geschichte
1876 wurde die „Gewerkschaft Marienhütte, Huthsteiner u. Cie, Eiserfeld“ gegründet. Die Hütte mit einem Hochofen war eines der ersten Hüttenwerke, die im Siegerland nach dem Bahnbau 1862 gegründet wurden. Im selben Jahr wurde mit dem Bau der Hütte begonnen. Der Hochofen wurde nach schottischem System erbaut und war 14 m hoch. Das schottische System war durch geringere Materialkosten und größere Kapazität dem früher meist verwendeten belgischen System überlegen. Ein Maschinen- und ein Kesselhaus sowie ein Koksschuppen und vier Röstöfen wurden gebaut. Der Konzessionsgesuch stammt aus dem Jahr 1877, der 8. Juni 1878 wurde als Abnahmetag genannt.
1882 folgte ein zweiter Hochofen nach dem gleichen System, der am 20. November 1882 abgenommen wurde. Durch beide Hochöfen zusammen konnten bis zu 50 t pro Tag herstellen. Die Grube beschäftigte bis zu 150 Mitarbeiter. 1888 wurde die Seilbahn über den 413 m hohen Rothenberg zur Gosenbacher Grube Storch & Schöneberg gebaut. Um 1900 erzeugte die Hütte mit 55 Mitarbeitern ca. 30.000 t Roheisen. 1909 wurde der erste Hochofen durch ein neues, 19 m hohes Aggregat gleicher Bauart ersetzt. 1916 wurde auch der zweite Hochofen ersetzt. Die Hütte wechselte in diesen Jahren mehrfach ihren Besitzer; Westfälische Stahlwerke, Rombacher Hüttenwerke AG. Teilweise wurde die Hütte unter dem Namen „Bismarckhütte“ geführt.
1925 erfolgte die Stilllegung der Hütte aufgrund einer Wirtschaftskrise. Der Abriss der Anlagen erfolgte in den Jahren 1927 und 1928.